# Dicranomyia labellata
Dicranomyia labellata är en tvåvingeart som först beskrevs av Alexander 1969.  Dicranomyia labellata ingår i släktet Dicranomyia och familjen småharkrankar. Inga underarter finns listade i Catalogue of Life.